# セバスチャン・テルフェア
セバスチャン・テルフェア（Sebastian Telfair, 1985年6月9日 - ）は、アメリカ合衆国・ニューヨーク州ニューヨークのブルックリン区出身のバスケットボール選手｡身長183cm、体重75kg。ポジションはポイントガード。従兄弟は同じく元NBA選手のステフォン・マーブリー。

## 経歴
ブルックリンのエイブラハムリンカーン高校卒業後、リック・ピティーノが指揮するルイヴィル大学へ進学する可能性も示唆されていたが、結局2004年のNBAドラフトにおいてポートランド・トレイルブレイザーズから全体13位指名を受けてNBA入りした。なお、高校時代はマクドナルドオールアメリカンに選出されるなど有力選手として活躍した。
ルーキーイヤーの2004-05シーズンは68試合に出場し、特にシーズン後半にはデイモン・スタウダマイアーとのツインガードで先発出場した。特に先発に定着してからは得点能力やアシスト能力を発揮して注目を浴びた。2年目の2005-06シーズンは開幕から先発出場したが、なかなか勝ち星に恵まれなかった。当時は地元メディアから厳しい評価も下された。12月に右手親指の故障で12試合を欠場すると、その間結果を残していたスティーブ・ブレイクに先発の座を奪われる形になり（怪我の影響もある）、復帰後はベンチからの出場が続いた。この年は出場時間は増えたもののアシスト数が伸びず、ダブルダブルは0回に終わった。
2006年7月28日、NBAドラフトの最中、レイフ・ラフレンツとこの年のドラフト7位指名選手ランディ・フォイ（その後、ウルブズへトレード）と交換でボストン・セルティックスへ移籍しものの、2006-07シーズンは周囲が期待するほどの急成長はできなかった。シーズン終了後の2007年7月31日、ケビン・ガーネットとのトレードにより、テルフェアを含む5選手と共にミネソタ・ティンバーウルブズへ移籍した。ミネソタでは2シーズンプレーした後、トレードでロサンゼルス・クリッパーズへ移籍した。
クリッパーズでは39試合に出場した後、ジードルナス・イルガスカス、アントワン・ジェイミソンを含む三角トレードでクリーブランド・キャバリアーズへ移籍した。

## 個人成績

### NBA

#### レギュラーシーズン
| シーズン | チーム | GP  | GS  | MPG  | FG%  | 3P%  | FT%  | RPG | APG | SPG | BPG | PPG |
| -------- | ------ | --- | --- | ---- | ---- | ---- | ---- | --- | --- | --- | --- | --- |
| 2004–05  | POR    | 68  | 26  | 19.6 | .393 | .246 | .789 | 1.5 | 3.3 | .5  | .1  | 6.8 |
| 2005–06  | POR    | 68  | 30  | 24.1 | .394 | .352 | .743 | 1.8 | 3.6 | 1.0 | .1  | 9.5 |
| 2006–07  | BOS    | 78  | 30  | 20.2 | .371 | .289 | .818 | 1.4 | 2.8 | .6  | .1  | 6.1 |
| 2007–08  | MIN    | 60  | 51  | 32.2 | .401 | .281 | .743 | 2.3 | 5.9 | 1.0 | .2  | 9.3 |
| 2008–09  | MIN    | 75  | 43  | 27.9 | .383 | .346 | .819 | 1.7 | 4.6 | 1.0 | .2  | 9.8 |
| 2009–10  | LAC    | 39  | 1   | 14.9 | .404 | .234 | .774 | 1.1 | 2.9 | .6  | .1  | 4.3 |
| 2009–10  | CLE    | 4   | 0   | 19.3 | .457 | .222 | .833 | 1.0 | 3.0 | .5  | .0  | 9.8 |
| 2010–11  | MIN    | 37  | 8   | 19.2 | .402 | .359 | .733 | 1.5 | 3.0 | .7  | .1  | 7.2 |
| 2011–12  | PHX    | 60  | 1   | 14.9 | .412 | .314 | .791 | 1.5 | 2.3 | .7  | .2  | 6.1 |
| 2012–13  | PHX    | 46  | 2   | 17.3 | .381 | .381 | .772 | 1.5 | 2.5 | .6  | .2  | 6.0 |
| 2012–13  | TOR    | 13  | 0   | 14.2 | .290 | .270 | .833 | 1.2 | 3.0 | .7  | .1  | 4.3 |
| 2014–15  | OKC    | 16  | 1   | 20.4 | .368 | .300 | .706 | 1.9 | 2.8 | .6  | .0  | 8.4 |
| 通算     | 通算   | 564 | 193 | 21.5 | .390 | .319 | .777 | 1.6 | 3.5 | .7  | .1  | 7.4 |

## その他
- 2006年2月15日、ボストンのローガン国際空港に到着したブレイザーズのプライベートジェットから、装填された拳銃が発見された。出所はテルフェアの枕カバーであったが、拳銃の登録は恋人の女性の名前だった。テルフェアは間違えて違うバッグを持ってきてしまったと主張。マサチューセッツ州には厳しい銃規制の法律が存在したために問題になったが、告訴されることはなかった。しかしNBAは、リーグの団体交渉協定に違反したとして2試合の出場停止処分を下した。
- 2006年10月16日、アメリカのヒップホップ・R&Bレーベル「デフ・ジャム」のメンバーであるファボラスがレストランで銃撃される事件が起こった。また、防犯カメラには事件発生前にテルフェアがファボラスの取り巻きと思しき人物から50,000ドル相当のチェーンを強奪される場面が映っており、銃撃事件との関連性が指摘されたが本人は関与を否定した。

- 2021年10月7日、NBAの健康福祉給付制度で給付金を搾取したとして、ニューヨーク南部地区で、テレンス・ウィリアムス（英語版）、トニー・アレン、グレン・デイビス、シャノン・ブラウンら、元NBAプレーヤー17人と共に、保険金詐欺の罪で起訴された[1][2]。